# 安積町大森町
安積町大森町（あさかまち おおもりちょう）は、福島県郡山市に所在する町丁である。郵便番号は963-0103。

## 地理
郡山市南部の行政区である安積町に属する。西で安積町牛庭、北で安積町吉田、東で安積町笹川、南で須賀川市向陽町とそれぞれ隣接する。全域が郡山南端部の丘陵値に位置し、西側の山裾に水田が広がり住宅が点在するほか、幼稚園や障害者福祉施設が高台を切り開き立地している。笹川二丁目に所在する郡山警察署笹川交番、および安積二丁目に所在する郡山消防署安積分署がそれぞれ管轄にあたる。

## 世帯数と人口
2024年1月1日現在の世帯数と人口は以下の通りである。
| 町丁         | 世帯数 | 人口 |
| ------------ | ------ | ---- |
| 安積町大森町 | 35世帯 | 54人 |

## 小・中学校の学区
市立小・中学校に通う場合、学区は以下の通りとなる。
| 番地 | 小学校                 | 中学校                 |
| ---- | ---------------------- | ---------------------- |
| 全域 | 郡山市立安積第三小学校 | 郡山市立安積第二中学校 |

## 交通

### 道路
- 一級市道20号笹川野田線

## 施設等
- 学校法人吉野学園 わかば幼稚園
- 障がい者支援施設 あさかあすなろ荘